# سطح ناقصي قريني
السطح الناقصي القريني (بالإنجليزية: index ellipsoid)‏ هو شكل رياضي يستخدم لوصف انكسار الضوء في البلورات التي يحدث فيها انكسار مزدوج للضوء. حيث لا يتبع انكسار الأشعة قانون الانكسار إلا في حالات استثنائية في البلورات، طبقا لبنيتها.

## أساسيات

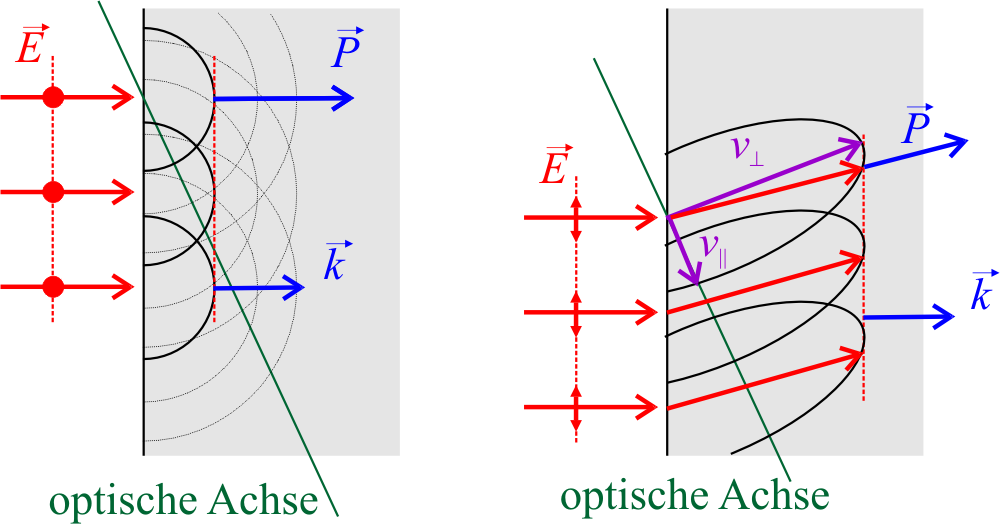
مخطط يبين شعاعي الانكسار المزدوج في حالة الشعاع النظامي (يسار): اتجاه الإشعاع p والعمودي على سطح الموجة n لهما نفس الاتجاه في حالة الشعاع غير النظامي (يمين): اتجاه الإشعاع p والعمودي على سطح الموجة n لهما اتجاه مختلف

مجموع كل النقاط التي يمكن الوصول إليها في نفس الوقت من نقطة مهيجة من موجة ما، تأسس المستوى للموجة (elementray wave). سلوك مقدمة الموجية (wave front) يمكن تحليله عبر مبدأ هوغنس، والذي يشرح بأنه: من كل نقطة في مقدمة الموجة تنشأ موجة (elementray wave). الطوق حول كل هذه المستويات يعطي الموجة الملاحظة الكاملة.
في الأوساط الضوئية المتجانسة (isotropic materials) ينتشر الضوء في كل الإتجاهات بشكل متناسق وبنفس السرعة، والمستويات الموجية (wave surfaces) تطابق الشكل الكروي. أيضا الحاجز بين وسطين مختلفين (كالهواء والماء)، يمكن وصفه باستخدام مبدأ هوغنس والذي يقود إلى قانون الانكسار الذي يصلح لتطبيقه عليه في هذه الأوساط.
لكن عند تسليط إشعاع على بلورة غير متجانسة كبلورة الكالسيت، فيخرج منها شعاعين اثنين، وهذا ما يعرف بالانكسار المزدوج.أحد الشعاعين يتبع قانون الانكسار ويسمى بالشعاع النظامي (ordinary beam) والآخر والذي لا يمكن وصفه وتحليله عبر قانون الانكسار ويسمة بالشعاع غير النظامي (extra ordinary beam). السبب هو أنه في الأوساط غير النظامية (أغلب الأوساط والبلورات) تعتمد سرعة الضوء (الشعاع) على اتجاه استقطابه. فبينما مستويات الشعاع النظامي كروية وتتبع قانون الانكسار، فإن المستويات الموجية للشعاع غير النظامي إهليلجية الشكل.
بتطبيق مبدأ هوغنس ينتج الآتي:

تنتج في الحالتين عبر تشابك الموجات موجة سطحية (plane wave). الاختلاف يكون بين مقدمة الموجة وجهة انتشارها، حيث يكون لهما نفس الاتجاه في حالة الشعاع النظامي أي بنفس الخط العمودي على الموجة (normal vector), أما في حالة الشعاع غير النظامي فإن اتجاه انتشار الموجة والمتجه العمودي عليها ليسا بنفس الخط بل بزاوية ما بينهما كما في الصورة.

## تطبيقات
باستعمال المؤشر الإهليلجي وتطبيقه على البلورات مثلا، يمكن وصف انتشار الأمواج الضوئية فيها. إحدى التطبيقات المهمة هي ما يعرف بتأثير فاراداي حيث يؤثر مجال مغناطيسي على الشعاع المستقطب خطيا الذي ينتشر في بلورة ويغير زاوية استقطابه، فعند معرفة التأثير الحاصل عبر المجال المغناطيسي وتحليل انتشار الأشعة في البلورة يمكن حساب قيمة هذا المجال المغناطيسي وبالتالي قيمة التيار الكهربائي أيضا. هذا التطبيق تم استعماله لحساب التيار المتردد وما زالت الأبحاث العلمية تجري لتطويره ولاستخدامه أيضا لقياس التيار الثابت، فللقياس الضوئي فوائد كثيرة مقارنة بالقياس عبر محول التيار التقليدي، فهو (أي الضوئي) صغير الحجم، خفيف الوزن، ويتوقع أن يكون أقل تكلفة بكثير، وأن يعطي نتائج دقيقة بفترات خدمة أطول.